# 亞納科查湖 (丘斯奇區)
13°24′17″S 74°34′21″W / 13.40472°S 74.57250°W
亞納科查湖（Yanaqucha），是秘魯的湖泊，位於該國中南部阿亞庫喬大區，由坎加約省的丘斯奇區負責管轄，該湖泊長0.75公里、寬0.29公里，海拔高度4,409米。